# Il pellicano
Il pellicano (in svedese: Pelikanen) è un dramma da camera del drammaturgo svedese August Strindberg.
Scritto nel giugno del 1907, quarta composizione per l'Intima teatern del drammaturgo, dove venne rappresentato, con poco successo, tredici volte.

## Trama
Ambientato in un freddo salotto di una casa lussuosa, narra la tragedia di una famiglia alla deriva. Protagonista della pièce è la madre, una vedova grassa e cattiva, che regge le redini della casa ignorando il male che la avvolge, come se fosse in un sogno. I suoi figli sono entrambi mal nutriti e mal sviluppati, in tutto dipendenti da lei: Gerda, sterile, ha come marito l'amante della sua stessa madre e cerca in ogni modo di far funzionare il meccanismo rotto dell'amore, di emulare la mamma; Fredrick invece è un ubriacone disincantato, l'unico che riuscirà a trovare una soluzione per far cessare finalmente il girone dell'abitudine.